# Витомский, Фёдор Альбинович
Фёдор Альбинович Витомский (28.02.1906 — 20.12.1992) — командир миномётного расчёта 2-го батальона 198-го гвардейского стрелкового полка (68-я гвардейская стрелковая Проскуровская Краснознамённая дивизия, 30-й Станиславский стрелковый корпус, 26-я армия, 3-й Украинский фронт), гвардии старший сержант, участник Великой Отечественной войны, кавалер ордена Славы трёх степеней.

## Биография
Родился 28 февраля 1906 года в местечке Браилов (ныне поселок городского типа Жмеринского района Винницкой области, Украина) в семье рабочего. Украинец. Окончил 7 классов. Работал бригадиром на откормочном пункте при Барском сахарном заводе Винницкой области.
С 1928 по 1930 года проходил действительную срочную службу в Красной Армии. С 1928 по 1930 года проходил действительную срочную службу в Красной Армии. В 1930 году окончил школу младших командиров. Повторно призван 31 марта 1944 года. В действующей армии с 21 апреля 1944 года. Воевал на 1-м, 2-м и 3-м Украинских фронтах. Принимал участие в Львовско-Сандомирской, Будапештской и Венской наступательных операциях.
В ходе Львовско-Сандомирской наступательной операции командир миномётного расчёта 198-го гвардейского стрелкового полка (68-я гвардейская стрелковая дивизия, 60-я армия, 1-й Украинский фронт) гвардии сержант Витомский в боях за населённый пункт Маркополь (Львовская область, Украина) 14 июля 1944 года уничтожил до 20 вражеских солдат и офицеров, подавил пулемётные точки.
Приказом командира 68-й гвардейской стрелковой дивизии генерал-майора Стенина В. Ф. 21 августа 1944 года гвардии сержант Витомский Фёдор Альбинович награждён орденом Славы 3-й степени.
В ноябре 1944 года части 68-й гвардейской стрелковой дивизии вели тяжелые бои на территории Венгрии. Расчет Ф. А. Витомского, поддерживая действия стрелковых подразделений, уничтожил 2 миномёта, пулемёт и до 20 немецких и венгерских солдат.
Приказом командующего 26-й армией от 31 марта 1945 года гвардии старший сержант Витомский Фёдор Альбинович награждён орденом Славы 2-й степени.
В ходе Будапештской наступательной операции в январе 1945 года Ф. А. Витомский со своим расчетом уничтожил 8 станковых и 12 ручных пулемётов, 9 повозок с боеприпасами, до роты живой силы противника.
Приказом командующего 26-й армией от 27 апреля 1945 года гвардии старший сержант Витомский Фёдор Альбинович награждён вторым орденом Славы 2-й степени.
В августе 1945 года демобилизован. Вернулся в родные края. Жил в городе Бар Винницкой области (Украина). Работал бригадиром межхозяйственного откормочного пункта.
Указом Президиума Верховного Совета СССР от 7 мая 1974 года в порядке перенаграждения Витомский Фёдор Альбинович награждён орденом Славы 1-й степени.
Умер 20 декабря 1992 года.

## Награды
- Орден Отечественной войны I степени (11.03.1985)[3]

- Полный кавалер ордена Славы:
  - орден Славы I степени(07.05.1974)[4];
  - орден Славы II степени (31.03.1945)[5];
  - орден Славы III степени (21.08.1944)[6];
- медали, в том числе:

- - «В ознаменование 100-летия со дня рождения Владимира Ильича Ленина» (6 апреля 1970)
  - «За победу над Германией в Великой Отечественной войне 1941—1945 гг.» (9 мая 1945[7])[8]
  - «За взятие Будапешта» (9.6.1945)[9]
  - «За взятие Вены» (9.6.1945)
  - «20 лет Победы в Великой Отечественной войне 1941—1945 гг.» (7 мая 1965[10])
  - «30 лет Победы в Великой Отечественной войне 1941—1945 гг.»[11]
  - 40 лет Победы в Великой Отечественной войне 1941—1945 гг.[12]
  - Юбилейная медаль «50 лет Победы в Великой Отечественной войне 1941—1945 гг.»[13]
  - «30 лет Советской Армии и Флота»[14]
  - «40 лет Вооружённых Сил СССР»[15]
  - «50 лет Вооружённых Сил СССР» (26 декабря 1967[16])
- Знак «25 лет победы в Великой Отечественной войне» (1970)

## Память
- На могиле установлен надгробный памятник
- Его имя увековечено в Главном Храме Вооружённых сил России, и навсегда запечатлено на мемориале «Дорога памяти»[17]